# 66Sick
66Sick — шестой альбом немецкой метал-группы Disbelief, вышедший в 2005 году на лейбле Nuclear Blast. Единственный альбом группы, записанный с продюсером Тью Медсеном, работавшего над альбомами таких групп, как Aborted, Mnemic, Blood Stain Child, Moonspell и многих других.

## Об альбоме
Запись производилась на студии Antfarm в Дании, а издавал альбом на этот раз лейбл Nuclear Blast. Релиз вышел в свет 14 марта 2005 года, одновременно с ним вышел двойной диск с переизданием двух первых альбомов группы — Disbelief и Infected.
На песни «Sick» и «Rewind It All (Death Or Glory)» были сняты видеоклипы, попавшие на видеокомпиляции лейбла Nuclear Blast — Monsters Of Metal Vol.4 и Monsters Of Metal Vol.5 соответственно.

## Список композиций
1. «66 (Intro)» — 01:44
2. «Sick» — 04:35
3. «Floating On High» — 03:22
4. «For God?» — 05:14
5. «Continue From This Point» — 04:01
6. «Crawl» — 04:02
7. «Rewind It All (Death Or Glory)» — 04:15
8. «Lost In Time» — 06:06
9. «Try» — 03:47
10. «Edges» — 05:45
11. «Mental Signpost» — 02:24
12. «To Atone For All» — 04:12

## Специальные издания
Альбом также выходил в двух версиях с бонус-треками. Первая версия — это Limited Edition Slipcase CD, бонусами к которому стали кавера на песни таких групп, как Scorpions, Iron Maiden, Slayer и Accept, трек-лист этого издания выглядит так:
1. «66 (Intro)» — 01:44
2. «Sick» — 04:35
3. «Floating On High» — 03:22
4. «For God?» — 05:14
5. «Continue From This Point» — 04:01
6. «Crawl» — 04:02
7. «Rewind It All (Death Or Glory)» — 04:15
8. «Lost In Time» — 06:06
9. «Try» — 03:47
10. «Edges» — 05:45
11. «Mental Signpost» — 02:24
12. «To Atone For All» — 04:12
13. «Coast To Coast» (Scorpions cover) — 5:03
14. «Dogs On Leads» (Accept cover) — 4:37
15. «Spill The Blood» (Slayer cover) — 4:59
16. «Stranger In A Strange Land» (Iron Maiden cover) — 6:03

Вторая версия издания выходила только в Японии, с бонус-треками «Genocide Amen» и «Choice», и имела следующий трек-лист:
1. «66 (Intro)» — 01:44
2. «Sick» — 04:35
3. «Floating On High» — 03:22
4. «For God?» — 05:14
5. «Continue From This Point» — 04:01
6. «Crawl» — 04:02
7. «Rewind It All (Death Or Glory)» — 04:15
8. «Lost In Time» — 06:06
9. «Try» — 03:47
10. «Edges» — 05:45
11. «Mental Signpost» — 02:24
12. «To Atone For All» — 04:12
13. «Genocide Amen» — bonus track
14. «Choice» — bonus track

## Участники записи
- Карстен Ягер — вокал
- Оливер Ленц — гитара
- Жан-Дирк Лёффлер — лид-гитара
- Йохен Транк — бас
- Кай Бергерин — ударные